# Gammarus paynei
Gammarus paynei är en kräftdjursart som beskrevs av Delong 1992. Gammarus paynei ingår i släktet Gammarus och familjen Gammaridae. Inga underarter finns listade i Catalogue of Life.